# Brava!
Brava! é o décimo álbum de estúdio da cantora mexicana Paulina Rubio, lançado em 15 de novembro de 2011 pela Universal Music Latino. O primeiro single, "Me gustas tanto", foi lançado em 13 de setembro de 2011.
Em 2012, Brava! foi reeditado em duas edições intituladas Brava! Reload na Europa e Bravísima! na América do Norte. Ao mesmo tempo, estas expansões também foram publicadas separadamente como LPs em suas respectivas regiões contendo as canções recentemente adicionados.

## Lista de faixas
| N.º | Título                         | Compositor(es)                                                 | Produtor(es)       | Duração |  |
| 1.  | "Me gustas tanto"              | Paulina Rubio, Miguel Ignacio "Nacho" Mendoza, Andrés Recio    | RedOne             | 3:40    |  |
| 2.  | "All Around the World"         | RedOne, Rubio, AJ Junior, Bilial Hajil, Jimmy Joker, Teddy Sky | RedOne, Joker, Sky | 3:48    |  |
| 3.  | "Cásate con tu mamá"           | Rubio, Adriana Lucia                                           | The Wizard         | 2:38    |  |
| 4.  | "Olvídate de mí"               | Rubio, Casadiego                                               | Casadiego          | 2:53    |  |
| 5.  | "Sabes que te amo"             | Rubio, Casadiego                                               | Casadiego          | 3:28    |  |
| 6.  | "Hoy me toca a mí" (com Taboo) | Larry Hernández, Rubio, Jaime Gomez, Sebastian Jacome          | Jacome             | 4:04    |  |
| 7.  | "Heat of the Night"            | RedOne, Junior, Hajil, Joker, Sky                              | RedOne, Joker      | 3:30    |  |
| 8.  | "Me voy"                       | Espinoza Paz, Rubio, Marcela De La Garza                       | Casadiego          | 2:46    |  |
| 9.  | "Que estuvieras aquí"          | De La Garza, Rubio                                             | Julio Reyes        | 4:55    |  |
| 10. | "Volvamos a empezar"           | De La Garza, Rubio                                             | Reyes, Casadiego   | 3:41    |  |

### Brava! Reload
| N.º | Título                                    | Duração |  |
| 1.  | "Boys Will Be Boys"                       | 3:05    |  |
| 2.  | "All Around the World"                    | 3:48    |  |
| 3.  | "Heat Of The Night"                       | 3:30    |  |
| 4.  | "Loud"                                    | 3:21    |  |
| 5.  | "Say The Word"                            | 4:14    |  |
| 6.  | "Me gustas tanto"                         | 3:40    |  |
| 7.  | "Boys Will Be Boys (Cahill Club Remix)"   | 6:33    |  |
| 8.  | "Boys Will Be Boys (Patrolla Club Remix)" | 7:07    |  |

## Desempenho nas paradas de sucesso
| Parada (2011)                             | Melhor posição |
| ----------------------------------------- | -------------- |
| México—AMPROFON                           | 5              |
| Espanha—PROMUSICAE                        | 26             |
| Argentina—CAPIF                           | 3              |
| Estados Unidos—Billboard Latin Pop Albums | 2              |
| Estados Unidos—Billboard Top Latin Albums | 3              |

## Histórico de lançamento
| Região         | Data                   | Formato              | Edição        |
| -------------- | ---------------------- | -------------------- | ------------- |
| México         | 15 de novembro de 2011 | CD, Download digital | Edição padrão |
| Argentina      | 15 de novembro de 2011 | CD, Download digital | Edição padrão |
| Estados Unidos | 15 de novembro de 2011 | CD, Download digital | Edição padrão |
| Espanha        | 29 de novembro de 2011 | CD, Download digital | Edição padrão |